# Pilematechinus
Genre
Pilematechinus est un genre d'oursins irréguliers de la famille des Urechinidae.

## Description et caractéristiques
Ce sont des oursins très irréguliers, dont la forme a évolué de la sphère vers une forme ovale et bombée, avec une face inférieure plane. Ces oursins sont structurés selon une symétrie bilatérale secondaire, avec la bouche au centre mais et l'anus à l'« arrière ». Les piquants (« radioles ») sont courts, fins et clairsemés.
Leur test est fin et très fragile. Ce genre se distingue des autres au sein de cette famille par son périprocte marginal, son péristome très invaginé et plusieurs apomorphies au niveau des plaques.

## Systématique
Selon World Register of Marine Species (15 décembre 2015) :
- Pilematechinus belyaevi Mironov, 1975 -- Antarctique
- Pilematechinus rathbuni (A. Agassiz, 1898) -- Golfe de Panama
- Pilematechinus vesica (A. Agassiz, 1879) -- Chili austral et Antarctique